# Дју (Ендр)
Дју (фр. Diou) насеље је и општина у централној Француској у региону Центар (регион), у департману Ендр која припада префектури Исуден.
По подацима из 2011. године у општини је живело 268 становника, а густина насељености је износила 16,35 становника/km². Општина се простире на површини од 16,39 km². Налази се на средњој надморској висини од 118 метара (максималној 176 m, а минималној 112 m).

## Демографија
| 1962. | 1968. | 1975. | 1982. | 1990. | 1999. | 2011. |
| ----- | ----- | ----- | ----- | ----- | ----- | ----- |
| 211   | 261   | 236   | 215   | 212   | 235   | 268   |

График промене броја становника у току последњих година